# لاهوت البابا فرانسيس

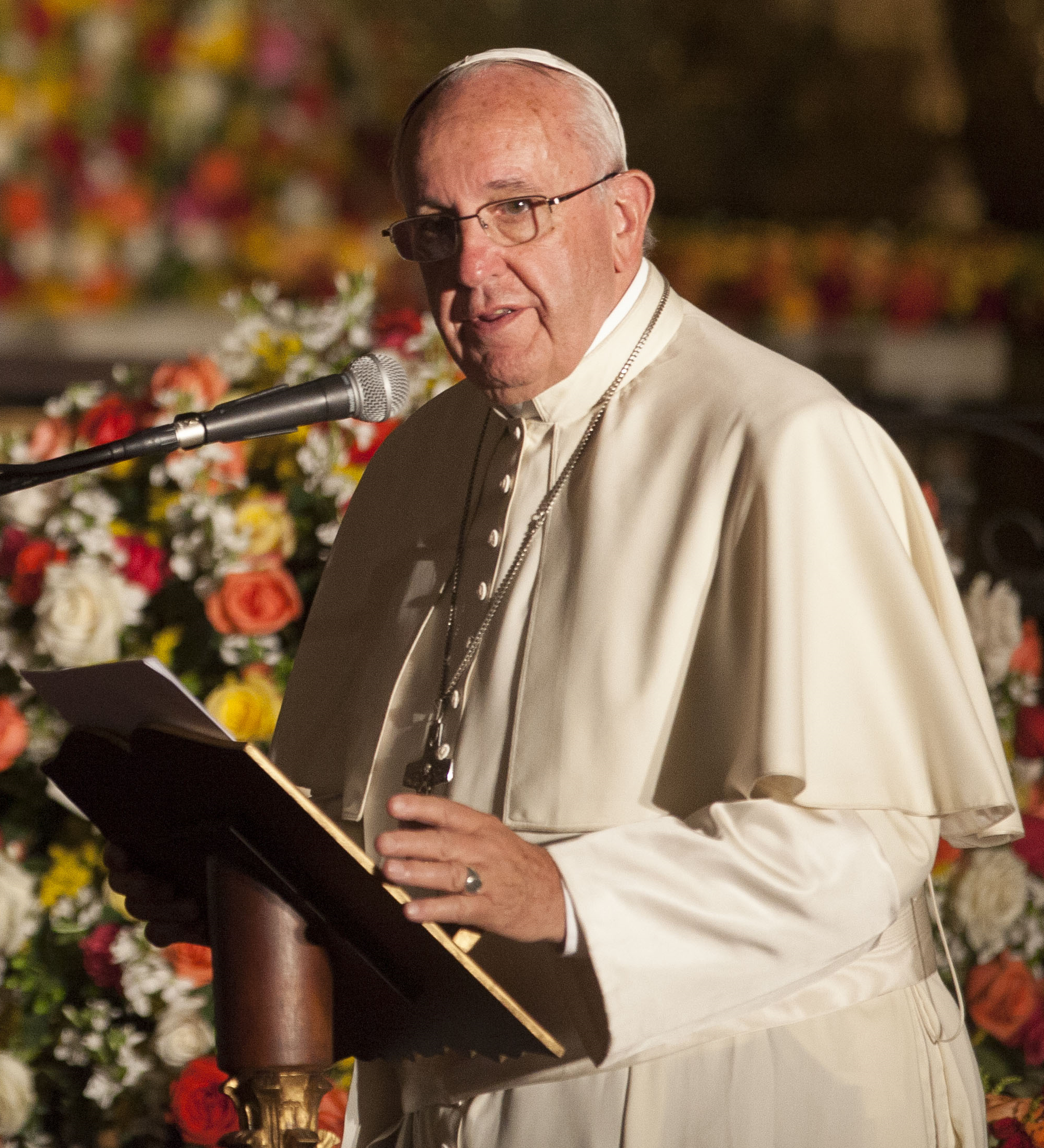
صوره للبابا فرانسيس في إحدى محاضراته

انتُخب فرانسيس في 13 مارس 2013 ليكون أول عضو من مجتمع يسوع ينصَّب بابا وأول رجل غير أوروبي يتسلّم المنصب منذ القرن الثامن. وصف اسمه البابوي بأنه مشيرٌ إلى ما يريد أن يضاهيه في القديس فرانسيس الأسيسي: أن تكون الكنيسة كنيسة فقراء، للفقراء، وأن تذهب دائمًا إلى الهوامش، وتظهر اهتمامًا بالبيئة الطبيعية. أما شعاره البابوي («بالرحمة والاختيار») فيشمل موضوعًا مركزيًّا في بابويته، هو رحمة الله، وهو ما أدى إلى نزاع بينه وبين التقليديين في قضايا مثل تلقّي القربان من الكاثوليكيين المتزوجين مرة ثانية. عندما يتكلم البابا عن قضايا الحياة الواقعية يرجع عادةً مباشرة إلى أقوال يسوع، في اتساق مع مجلس الفاتيكان الثاني الذي أظهر تأكيدًا مجدَّدًا على مصادر العهد الجديد في التعليم الكاثوليكي. ركز فرانسيس أكثر على المجامع الكنسية والحوار والتشاور الواسع، ورفع أدوار الناس العلمانيين والنساء في الكنيسة الكاثوليكية وانتقاد الإكليروسية.
يظهر اهتمام فرانسيس بالفقراء في انتقاداته للرأسمالية المطلَقة، ودعمه الظاهر للاجئين والمهاجرين، واتصاله بحركات تحررية وأناركية وشيوعية ولبرالية في أمريكا اللاتينية، وقد كانت هذه الحركات مكروهة أيام البابا جون بول الثاني.
صدرت عظته الرسولية (بهجة الإنجيل) بعد 8 أشهر من انخابه، واعتبرت وثيقة برمجية أساسية لبابويته، وقال إنها «تشير إلى طرق جديدة لرحلة الكنيسة في السنين القادمة». عُرف فرانسيس أيضًا بـ«آرائه الحادّة غير المكتوبة».

## عودة إلى الفاتيكان الثاني
وُصف البابا فرانسيس بأنه استمرارٌ قريبٌ لمجلس الفاتيكان الثاني للأساقفة الكاثوليك (1962-1965) الذي سعى لقراءة «علامات الزمان» والإجابة على أسئلة جديدة تحدت الكنيسة الكاثوليكية في منتصف القرن العشرين، مثل جاذبية الكنيسة للثقافات غير الغربية. قيل إن بابوية البابا فرانسيس سينظَر إليها على أنها «لحظة فاصلة في تاريخ الكنيسة تبلغ فيها قوة الرؤية الإصلاحية لمجلس الفاتيكان الثاني أهدافها أخيرًا». عاد فرانسيس إلى موضوع العودة إلى الأصول المذكور في مجلس الفاتيكان الثاني، لينظر وراء التراث الكاثوليكي الفلسفي الذي بدأ مع توما الإكويني قبل سبعة قرون، ويعود إلى المصادر الأصلية في العهد الجديد. خلافًا للبابا جون بول الثاني (1978-2005) الذي أكد على أن تعاليم الفاتيكان الثاني متسقة مع ماضي الكنيسة، لوحِظ أن أقوال فرانسيس وأفعاله تركز على يسوع نفسه وعلى الرحمة: «كنيسة فقيرة للفقراء»، «التخلص من الزخارف الباروكية» في الاحتفالات القداسية، ومراجعة النواحي المؤسسية في الكنيسة. رسّم فرانسيس كاردينالات أكثر من نصف الكرة الأرضية الجنوبي وأسس مجلسًا للمستشارين الكاردنياليين من أرجاء العالم لينصحه في شؤون الإصلاح، وهو ما سماه أحد مؤرخي الكنيسة «أهم خطوة في تاريخ الكنيسة في آخر 10 قرون». أبرزت مجلة فورتشن في مارس 2014 هذه الحركة في تصنيفها لفرانسيس الأول بين «أعظم 50 قائدًا في العالم». يمكن أن نرى هذا في تطبيقه لدعوة الفاتيكان الثاني إلى أسلوب زمالي أكثر في القيادة وإلى إصلاح في الكوريا الرومانية.
قال فرانسيس إن «الحقائق أهم من الأفكار». يوجد في كثير من فكر فرانسيس تأكيد على سلوك طريق جديدة، وهو ما أنشأ توترًا بين جوانب مختلفة في الكنيسة الكاثوليكية التي قال إنها «يجب أن تعود دائمًا إلى جذورها في الحقائق الرعائية». شاع شغل البابا فرانسيس بين أناس من خطوط دينية مختلفة منذ تسلّمه منصب البابا.
يرى برندان ليهي، أسقف لمريك، أولويات فرانسيس كالتالي: تأسيس طبقة دينية وعلمانية تستطيع إثلاج صدور الشعوب والمشي معهم والحوار وجبر كسورهم والتعاون معهم، والتبشير الدائم، بقلب أمومي، ودعم قضايا العدالة الاجتماعية لتطوير المجتمع.
حسب محرري مجموعة من المقالات عن فرانسيس، فإن «جوهر لاهوت فرانسيس تشكل بالالتزام بدعم الفقراء والمهمشين، وترك إصدار الأحكام الأخلاقية على الآخرين، وكره الشرعوية والأمر من أعلى، وقلة الثقة بالمؤسسات الواحدية». يألف فرانسيس عبارة دوستويفسكي: «الجمال سينقذ العالم». «إنه يشجع الكنيسة على عيش حياة ممتعة في سلطان حضور المسيح، منفتحةً على حكمة الروح».

## تبشير الكنيسة
بالنسبة لـ«التوترات والنزاعات في الكنيسة» أيام حكم البابا فرانسيس، فيقال إن «سبب هذا الارتباك هو تركيز البابا على الإرساليات. إن بين الكنيسة التي هي عشٌّ يجد فيه المرء سلامًا وطمأنينة واستقرارًا ظاهرًا، وبين الكنيسة التي ترى نفسها تبشيرية إلى أبعد مدى، ذاهبةً دائمًا إلى الخارج ومتّصلة دائمًا بالهوامش، فرقٌ عميق». دعا البابا فرانسيس منذ بدء بابويته إلى «دفعة تبشيرية قادرة على تحويل كل شيء، حتى تصبح أعراف الكنيسة وبناها متصلة ومناسبة لتنصير العالم المعاصر، لا للحفاظ على نفسها». يرى فرانسيس أن «الوصول التبشيري نموذج لكل نشاط الكنيسة»، وأن «كل شعب الله يبشّر»، لأنهم دُعوا عند معموديتهم إلى أن يكونوا تلاميذ مبشّرين. «لا بد أن كثيرًا من الناس مضطربٌ ضميرهم، إخوتنا وأخواتنا، لذا يعيشون حياة من دون المعنى والمواساة اللذان يأتيان من معرفة المسيح يسوع، ومن دون مجتمع إيماني يدعمهم، لأن كنيستهم بعيدة جدًّا عن حاجاتهم، ومسجونة في معادلاتها الصارمة». إن تركيزه على البهجة (بهجة الإنجيل، ابتهج وكن سعيدًا) «ترياق لإحباط العالم وسوداويته اليوم»، وهذه البهجة هي بهجة «فعل الخير بهدف إحياء روح الكنيسة».
درس فرانسيس في التمارين الروحانية للمؤسس اليسوعي إغناطيوس اللويولي، التي تغمس الإنسان في حياة يسوع ليكتسب «معرفة حميمة بالرب... حتى أحبه أكثر وأتبعه اتباعًا أقرب».
من حيث المنهج الكاثوليكي للتعامل مع بقية الأديان، يقول فرانسيس: «إن أسوأ شيء هو التحزب الديني الذي يشل: ‹أنا أكلمك لأقنعك.›» يدعو فرانسيس إلى الحوار الذي يتيح النموّ المتبادل بالجذب. يقتبس فرانسيس مجلس الفاتيكان الثاني ليستدل على حاجة الكنيسة المستمرة للإصلاح. ويتكلم فرانسيس عن الكنيسة بوصفها «أمٌّ قلبها مفتوح» في حاجة دائما إلى أن تتواصل تواصلًا أفضل، وتصبح «ضعيفة مع الضعيف، وكل شيء لكل أحد» (1 كورنثوس 9:22)، وألا تتراجع إلى أمنها الخاص ولا تختار «الصرامة والدفاعية». «تفعل الكنيسة دائمًا الشيء الصالح وإن تلطخت نعالها بطين الشارع وهي تفعله». يكرر فرانسيس ما قاله للكنيسة في بوينس آيرس، أنه يفضل كنيسة «مرضوضة متألمة متسخة لأنها كانت في الشارع، على كنيسة مريضة لأنها مسجونة ومتشبثة بأمنها... عالقة في شبكة من الهواجس والإجراءات». شجب فرانسيس النهج الإدراي الذي فُضّل على المنهج الرعائي، وقال: «عندما لا تخرج الكنيسة من نفسها لتبشّر، تصبح ذاتية المرجعية ومن ثم فهي مريضة. ... إن الشرور التي تحصل مع الوقت في المؤسسات الكنسية ترجع إلى المرجعية الذاتية، وهي نوع من النرجسية اللاهوتية».